# Liet
Liet (friesisch für 'Lied') ist eine Reihe von Musikwettbewerben, die in verschiedenen europäischen Regionen stattfinden. Der Verlauf dieser Wettbewerbe entspricht dem Eurovision Grand Prix, wobei bei Liet aber die Regionalkulturen der Teilnehmer stark in den Vordergrund gestellt werden. Die Teilnehmer vertreten entweder eine regionale Musiktradition oder singen in einer der angestammten Minderheitensprachen Europas.
Begonnen hat Liet 1991 in der westfriesischen Hauptstadt Leeuwarden. Seit 2002 findet unter dem Namen Liet Ynternasjonaal (Lied International) auch fast jährlich eine europaweite Edition von Liet statt. Die Teilnehmer werden in verschiedenen europäischen Regionen auf nationalen oder internationalen Vorentscheiden gewählt.
Organisator des Liet-Grand Prix ist die Stichting Liet. Das europäische Liet Ynternasjonaal wird in Zusammenarbeit mit dem Europäischen Büro für Sprachminderheiten veranstaltet.

## Vorrunden
Folgende Musikwettbewerbe dienen als Vorrunden für die Teilnahme an Liet Ynternasjonaal:
- Liet (Region: Friesland)
- Saami Grand Prix (Region: Lappland)
- In 2007 Laulun Laulut (Region: Skandinavien, das Baltikum, Karelien)
- In 2008 und 2009: Nòs Ur (Region: die keltischen Länder Schottland, Irland, Wales, Cornwall und die Bretagne)
- Premiu al Meyor Cantar (Region: Asturien)

## Bisherige Folgen von Liet Ynternasjonaal
2010, Lorient (Frankreich)
- Gewinner: ORKA von den Färöer-Inseln

2009, Ljouwert/Leeuwarden (Friesland)
- Gewinner: SomBy mit i Idit vel in nordsamischer Sprache

2008, Luleå (Lappland, Schweden)
- Gewinner: Jacques Culioli mit 'Hosanna in Excelsis' in korsischer Sprache

2007, der in Katalonien vorgesehene Wettbewerb konnte aus finanziellen Gründen nicht stattfinden.
2006, Östersund (Lappland, Schweden)
- Gewinner: Johan Kitti & Ellen Sara Bähr mit 'Ludiin Muitalan' in samischer Sprache

2004, Ljouwert/Leeuwarden (Friesland)
- Niko Valkeapää mit 'Rabas Mielain' in samischer Sprache

2003, Ljouwert/Leeuwarden (Friesland)
- Transjoik mit 'Mijajaa' in samischer Sprache

2002, Ljouwert/Leeuwarden (Friesland)
- Pomada mit 'En Pere Gallen' in katalanischer Sprache